# Diócesis de Santo Tomé y Príncipe
La diócesis de Santo Tomé y Príncipe (en latín: Dioecesis Sancti Thomae in Insula y en portugués: Diocese de São Tomé e Príncipe) es una circunscripción eclesiástica de la Iglesia católica en Santo Tomé y Príncipe. Se trata de una diócesis latina, inmediatamente sujeta a la Santa Sede. Desde el 9 de enero de 2024 su obispo es João de Ceita Nazaré.

## Territorio y organización
La diócesis tiene 1001 km² y extiende su jurisdicción sobre los fieles católicos de rito latino residentes en Santo Tomé y Príncipe.
La sede de la diócesis se encuentra en la ciudad de Santo Tomé en la isla de Santo Tomé, en donde se halla la Catedral de Nuestra Señora de la Gracia. 
En 2022 en la diócesis existían 14 parroquias.

## Historia
La isla de Santo Tomé fue descubierta por los portugueses João de Santarém y Pero de Escobar el 21 de diciembre de 1470. El 17 de enero de 1471 descubrieron la isla de Príncipe. Ambas islas estaban deshabitadas y fueron colonizadas por los portugueses. En 1504 fue erigida la primera parroquia en la isla de Santo Tomé con el título de Nossa Senhora da Graça. Desde entonces las islas habían estado bajo la jurisdicción del vicario del exento de Tomar nullius dioecesis. Con la erección de la diócesis de Funchal, el rey Juan III de Portugal concedió a los habitantes de las islas varias exenciones y privilegios desde el 12 de junio de 1514. En ese momento, el obispado de Funchal incorporó todas las islas y tierras de los descubrimientos, siendo durante algún tiempo la más extensa del mundo. 
A instancias de Juan III la diócesis de Santo Tomé en África fue erigida el 3 de noviembre de 1534 mediante la bula Aequum reputamus del papa Paulo III separando territorio de la arquidiócesis de Funchal (hoy diócesis). Su territorio original comprendía las islas de Santo Tomé, Príncipe (entonces llamada Santo Antão), Fernando Poo, Annobón y Santa Elena, y la costa de África desde el río San Andrés (hoy río Cavalla) al este del cabo Palmas en la frontera entre Liberia y Costa de Marfil, hasta el cabo de las Agujas en el extremo sur de África, pasando por el cabo de Buena Esperanza. Originalmente era sufragánea de la arquidiócesis de Funchal, pero el 3 de julio de 1551 pasó a serlo de la arquidiócesis de Lisboa (hoy patriarcado de Lisboa).

5. Y también de las tierras, islas y provincias de la referida Iglesia de Funchal, asignadas de otro modo a su diócesis, aquella parte del continente de Etiopía o Guinea en África, que está delimitada por el río llamado San Andrés, cerca del Cabo o promontorio llamado de las Palmas, incluyendo, y a partir del fin de la diócesis de Santiago, también entonces desmembrado desde la dicha Iglesia de Funchal, hasta el promontorio de Bona Sperança, y aquella parte de él que se llamaba Caput das Agulhas, se extendía exclusivamente, y en la cual, entre otras cosas, se componía la villa, ciudad llamada, Mina de Oro de San Jorge, y el reino llamado Congio, de los susodichos San Tomás, San Antonio, Fernando Pó, San Helena y Anno Bom, y asimismo aquella parte de el mar Océano, que es uno desde la desembocadura del río llamado San Andres, cerca del dicho Cabo Verde, hacia el sur, y otro desde el mencionado Caput das Agulhas, cerca del promontorio de Boa Sperança, hacia el oeste, estaba cercada por líneas trazadas directamente a través del dicho océano, y además de las otras mencionadas tal vez adyacentes a él, e interceptadas por líneas de esta clase, tanto las islas descubiertas como las aún por descubrir, que estaban antes en la diócesis de Funchal, con todos y cada uno de sus campamentos, pueblos, lugares y distritos, todos los cuales el mencionado predecesor Clemente deseaba que se considerasen como expresados. Y también al clero y al pueblo, a las personas eclesiásticas, a los monasterios, a los hospitales y a otras instituciones piadosas.
Extracto traducido de la jurisdicción de la diócesis en la bula Aequum reputamus

El 20 de mayo de 1596 cedió una parte de su territorio (el Reino del Congo y a la colonia portuguesa de Angola) para la erección de la diócesis de San Salvador del Congo y Angola (hoy arquidiócesis de Luanda) mediante la bula Super specula del papa Clemente VIII. El territorio cedido correspondía aproximadamente a la costa entre los ríos Congo y Cuanza.
El 16 de noviembre de 1616 pasó a formar parte de la provincia eclesiástica de la arquidiócesis de San Salvador de Bahía.
El 8 de junio de 1818 cedió la parte de su territorio entre el río Orange y cabo de las Agujas para la erección del vicariato apostólico del Cabo de Buena Esperanza y de los territorios adyacentes, del que luego se originaron la diócesis de Port Louis y la arquidiócesis de Ciudad del Cabo.
El 3 de octubre de 1842 cedió la porción de su territorio correspondiente a la Guinea Inferior, para erigir mediante el breve De universi dominici gregis del papa Gregorio XVI el vicariato apostólico de la Guinea Superior e Inferior y la Región de Sierra Leona (hoy arquidiócesis de Libreville). El territorio se correspondía con la costa africana desde el cabo Palmas hasta aproximadamente el río Congo, y desde el río Cuanza al río Orange. La Congregación de Propaganda Fide en un carta del 23 de diciembre de 1845 explicó que: «para la Baja Guinea, se extendía a todos los lugares que no estaban sujetos al obispo de Angola y el Congo».
Luego de la independencia de Brasil el 7 de septiembre de 1822, volvió a la provincia eclesiástica del patriarcado de Lisboa mediante la bula Quae olim del papa Gregorio XVI del 13 de enero de 1844. El 4 de septiembre de 1940, luego de la firma del Concordato entre a Santa Sede y Portugal y la elevación de la diócesis de Angola y Congo a arquidiócesis de Luanda, pasó a ser parte de su provincia eclesiástica. Luego de la independencia de Angola el 11 de noviembre de 1975, el 4 de febrero de 1984 pasó a ser una diócesis inmediatamente sujeta a la Santa Sede.

## Estadísticas
Según el Anuario Pontificio 2023 la diócesis tenía a fines de 2022 un total de 110 000 fieles bautizados.
| Año                                                                             | Población            | Población | Población      | Sacerdotes | Sacerdotes    | Sacerdotes    | Bautizados por sacerdote | Diáconos permanentes | Religiosos | Religiosos | Parroquias |
| Año                                                                             | Bautizados católicos | Total     | % de católicos | Total      | Clero secular | Clero regular | Bautizados por sacerdote | Diáconos permanentes | Varones    | Mujeres    | Parroquias |
| ------------------------------------------------------------------------------- | -------------------- | --------- | -------------- | ---------- | ------------- | ------------- | ------------------------ | -------------------- | ---------- | ---------- | ---------- |
| 1950                                                                            | 36 149               | 60 540    | 59.7           | 9          | 1             | 8             | 4016                     |                      | 8          |            | 10         |
| 1969                                                                            | 59 572               | 63 485    | 93.8           | 15         |               | 15            | 3971                     |                      | 17         | 16         | 6          |
| 1978                                                                            | 70 000               | 83 000    | 84.3           | 7          | 1             | 6             | 10 000                   |                      | 7          | 15         | 12         |
| 1988                                                                            | 96 500               | 104 500   | 92.3           | 8          |               | 8             | 12 062                   |                      | 15         | 21         | 12         |
| 1999                                                                            | 104 753              | 127 500   | 82.2           | 10         |               | 10            | 10 475                   |                      | 14         | 36         | 12         |
| 2000                                                                            | 107 147              | 129 272   | 82.9           | 11         | 2             | 9             | 9740                     |                      | 18         | 39         | 12         |
| 2001                                                                            | 109 300              | 131 425   | 83.2           | 12         | 2             | 10            | 9108                     |                      | 19         | 40         | 12         |
| 2002                                                                            | 117 889              | 133 425   | 88.4           | 8          |               | 8             | 14 736                   |                      | 15         | 38         | 12         |
| 2003                                                                            | 118 800              | 135 000   | 88.0           | 10         | 2             | 8             | 11 880                   |                      | 15         | 38         | 12         |
| 2004                                                                            | 121 931              | 138 000   | 88.4           | 9          | 2             | 7             | 13 547                   |                      | 15         | 36         | 12         |
| 2007                                                                            | 110 985              | 151 000   | 73.5           | 10         | 2             | 8             | 11 098                   | 2                    | 12         | 42         | 12         |
| 2008                                                                            | 115 000              | 160 000   | 71.9           | 14         | 7             | 7             | 8214                     |                      | 14         | 34         | 12         |
| 2014                                                                            | 127 600              | 194 000   | 65.8           | 11         | 3             | 8             | 11 600                   |                      | 11         | 36         | 14         |
| 2017                                                                            | 115 000              | 201 000   | 57.2           | 13         | 5             | 8             | 8846                     |                      | 9          | 31         | 14         |
| 2020                                                                            | 110 000              | 205 000   | 53.7           | 13         | 7             | 6             | 8461                     |                      | 11         | 28         | 14         |
| 2022                                                                            | 115 000              | 219 085   | 52.5           | 15         | 8             | 7             | 7666                     |                      | 12         | 32         | 14         |
| Fuente: Catholic-Hierarchy, que a su vez toma los datos del Anuario Pontificio. |                      |           |                |            |               |               |                          |                      |            |            |            |

## Episcopologio
- Diego de Ortiz de Velhegas † (31 de enero de 1533-24 de septiembre de 1540 nombrado obispo de Ceuta)
- Bernardo da Cruz, O.P. † (24 de septiembre de 1540-28 de abril de 1553 renunció)
- Gaspar Cao, O.S.A. † (6 de julio de 1554-17 de febrero de 1572 falleció)
  - Sede vacante (1572-1578)
- Martinho de Ulhoa, O.Cist. † (25 de enero de 1578-1592 renunció)
- Francisco de Villanova, O.F.M. † (17 de febrero de 1592-25 de diciembre de 1602 falleció)
- António Valente, O.P. † (30 de agosto de 1604-1608 falleció)
  - Sede vacante (1608-1611)
- Jerónimo Quintanilla, O. Cist. † (21 de febrero de 1611-1614 falleció)
- Pedro de São Agostinho Figueira de Cunha Lobo, O.S.A. † (26 de octubre de 1615-16 de mayo de 1620 falleció)
  - Sede vacante (1620-1623)
- Francisco do Soveral, O.S.A. † (5 de octubre de 1623-8 de febrero de 1627 nombrado obispo de Angola y Congo)
- Domingos de Assumpção, O.P. † (1 de marzo de 1627-octubre de 1632 falleció)
  - Sede vacante (1632-1674)
- Manoel a Nativitate do Nascimento, O.S.H. † (16 de abril de 1674-1677 falleció)
- Bernardo de Santa Maria Zuzarte de Andrade, C.R.S.A. † (30 de agosto de 1677-1680 falleció)
- Sebastião de São Paulo, O.F.M. † (9 de junio de 1687-1690 falleció)
  - Sede vacante (1690-1693)
- Timóteo do Sacramento, O.S.P.P.E. † (2 de enero de 1693-17 de diciembre de 1696 nombrado obispo de São Luís del Maranhão)
  - Sede vacante (1696-1699)
- António da Penha de Franca, O.A.D. † (5 de noviembre de 1699-1702 falleció)
  - Sede vacante (1702-1709)
- João de Sahagún, O.A.D. † (22 de julio de 1709-12 de octubre de 1730 falleció)
  - Sede vacante (1730-1738)
- Leandro a Pietate, O.A.D. † (3 de septiembre de 1738-1740 falleció)
- Tomas Luiz da Conceição, O.A.D. † (26 de noviembre de 1742-1744 falleció)
- Ludovico Das Chagas, O.S.A. † (15 de diciembre de 1745-1747 falleció)
  - Sede vacante (1747-1753)
- António Nogueira † (29 de enero de 1753-1758 falleció)
  - Sede vacante (1758-1779)
- Vicente do Espirito Santo, O.A.D. † (1 de marzo de 1779-17 de diciembre de 1782 nombrado prelado de Goiás)
- Domingo a Rosario, O.P. † (16 de diciembre de 1782-1788 falleció)
  - Sede vacante (1788-1794)
- Rafael de Castello de Vide, O.F.M.Ref. † (12 de septiembre de 1794-17 de enero de 1800 falleció)
  - Sede vacante (1800-1802)
- Cayetano Velozo, O.F.M. † (24 de mayo de 1802-septiembre de 1803 falleció)
- Custodio d'Almeida, O.A.D. † (26 de junio de 1805-23 de marzo de 1812 falleció)
  - Sede vacante (1812-1816)
- Bartholomeu de Martyribus Maya, O.C.D. † (8 de marzo de 1816-10 de noviembre de 1819 nombrado prelado de Mozambique)
  - Sede vacante (1819-1941)
- Moisés Alves de Pinho, C.S.Sp. † (18 de enero de 1941-17 de noviembre de 1966 renunció[nota 1])
  - Sede vacante (1966-1984)
- Abílio Rodas de Sousa Ribas, C.S.Sp. † (3 de diciembre de 1984-1 de diciembre de 2006 retirado)
- Manuel António Mendes dos Santos, C.M.F. (1 de diciembre de 2006-13 de julio de 2022 renunció)[nota 2]
- João de Ceita Nazaré, desde el 9 de enero de 2024